# Beda Weber

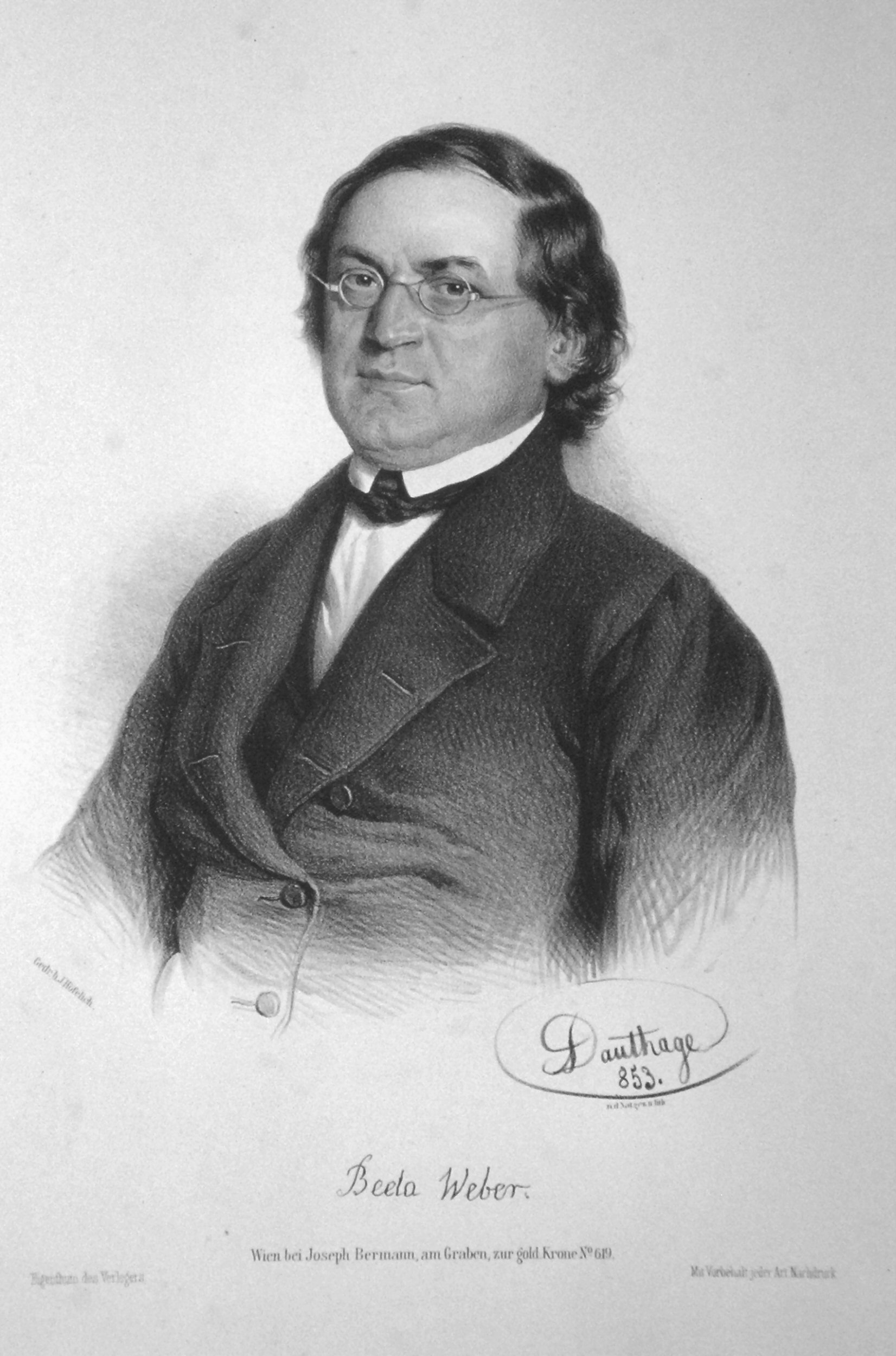
Beda Weber, Lithographie von Adolf Dauthage, 1853

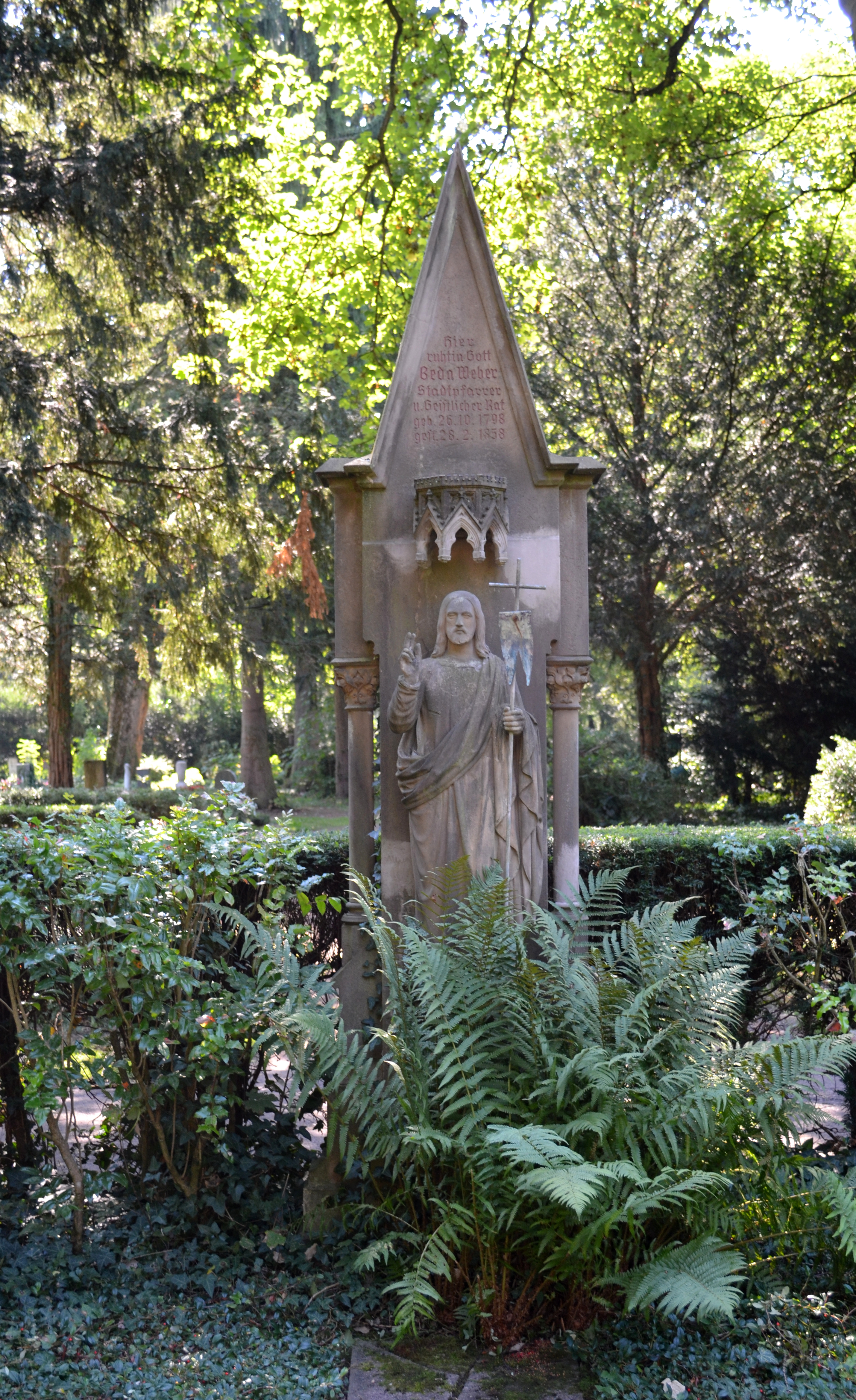
Grab von Beda Weber auf dem Frankfurter Hauptfriedhof

Beda Weber, eigentlich Johann Chrysanth Weber, (* 26. Oktober 1798 in Lienz; † 28. Februar 1858 in Frankfurt am Main) war Schriftsteller, Theologe und Abgeordneter der Frankfurter Nationalversammlung vom 18. Mai 1848 bis zum 12. April 1849.

## Leben
Nach einer Schusterlehre besuchte er das Franziskanergymnasium Bozen, um danach in Innsbruck Philosophie zu studieren. Er trat der Abtei Marienberg in Burgeis im Vinschgau bei, dort nahm er den Namen Beda an. Ab 1821 studierte er Theologie in Innsbruck, später in Brixen.
Nach der Priesterweihe 1828 wurde er Lehrer am Gymnasium der Benediktiner von Meran (Südtirol).
1848 wurde er als Abgeordneter in die Frankfurter Nationalversammlung gewählt und gehörte dort der nationalliberalen Casino-Fraktion um Heinrich von Gagern an. Ab August 1849 war er bis zu seinem Tod katholischer Stadtpfarrer von Frankfurt. In dieser Funktion war er zugleich Mitglied im Domkapitel des Bistums Limburg.
In seine Amtszeit fielen die Renovierung des Kaiserdoms St. Bartholomäus 1854 bis 1856 und der Vollzug des bereits 1830 abgeschlossenen Dotationsvertrages mit der Freien Stadt Frankfurt 1856.
Weber starb überraschend an Herzversagen. Sein Grab befindet sich auf dem Frankfurter Hauptfriedhof.
Neben seiner beruflichen Laufbahn schrieb er Biographien, Reiseführer und verlegte die Texte von Oswald von Wolkenstein.
Auf Burg Obermontani wurde durch ihn eine Original-Handschrift des Nibelungenliedes aus dem Jahre 1323 »gerettet«. Dieses Unikat wird heute als Nibelungen-Handschrift Codex I in der Berliner Staatsbibliothek verwahrt.

## Ehrungen
Seit 1848 war er auswärtiges Mitglied der Bayerischen Akademie der Wissenschaften.
- In Lienz, Bozen, Innsbruck, Bruneck und Meran tragen Straßen seinen Namen.
- Das Beda-Weber-Gymnasium in Meran ist seit 1966 nach ihm benannt.
- In Meran steht eine Büste Webers auf der Gilfpromenade (seit 1907).

## Werke (Auswahl)
- Das Land Tirol – Mit einem Anhange: Vorarlberg – Ein Handbuch für Reisende, 3 Bände,  Wagner’sche Buchhandlung, Innsbruck 1837–38
  - Band I: Einleitung – Nordtirol (Inn-, Lech-, Grossachenregion), Innsbruck 1837 (Digitalisat).
  - Band II: Südtirol (Etsch-, Drau-, Brenta-, Sarkaregion), Innsbruck 1838 (Digitalisat).
  - Band III: Nebenthäler – Vorarlberg, Innsbruck 1838 (Digitalisat).
- Handbuch für Reisende in Tirol – In einem Bande – Nach dem größeren Werke: „das Land Tirol“, vielfach verbessert und berichtiget, Wagner’sche Buchhandlung, Innsbruck 1842 (Inhaltsverzeichnis).
- Handbuch für Reisende in Tirol. In einem Bande; nach dem größeren Werke „Das Land Tirol“ vielfach verbessert und berichtigt, 2. Auflage, Innsbruck 1853 (Digitalisat).
- Innsbruck – Ein historisch-topographisch-statistisches Gemälde dieser Stadt, nebst Ausflügen in die nahen Umgebungen – Ein Wegweiser für Einheimische und Fremde (Abdruck aus dem grösseren Werk: „Das Land Tirol“, Wagner’sche Buchhandlung, Innsbruck 1838 (Digitalisat)).
- Tirol und die Reformation in historischen Bildern und Fragmenten. Ein katholischer Beitrag zur nähern Charakterisierung der Folgen des dreißigjährigen Krieges vom tirolischen Standpunkte aus, Innsbruck 1841 (Digitalisat).
- Lieder aus Tirol (Gedichte), Stuttgart 1842 (Digitalisat).
- Die Gedichte Oswalds von Wolkenstein. Mit Einleitung, Wortbuch und Varianten, herausgegeben von B.W. Innsbruck 1847 (Digitalisat).
- Die Stadt Bozen und ihre Umgebungen, Bozen 1987 (unveränderter Nachdruck von 1849) (ISBN 88-7014-459-3) (Digitalisat, ohne gefaltete Karten).
- Oswald von Wolkenstein und Friedrich mit der leeren Tasche, Innsbruck 1850 (Digitalisat).
- Predigten an’s Tiroler Volk, Frankfurt a. M. 1851 (Digitalisat).
- Das Thal Passeier und seine Bewohner – mit besonderer Rücksicht auf Andreas Hofer und das Jahr 1809, Wagner’sche Buchhandlung, Innsbruck 1852 (Digitalisat).
- Charakterbilder, 1853 (Digitalisat).
- Cartons aus dem deutschen Kirchenleben, Mainz 1858 (Digitalisat).